# Kontrast
Denna artikel behandlar det optiska begreppet kontrast. För kontrast som används vid röntgenundersökningar, se kontrastmedel.

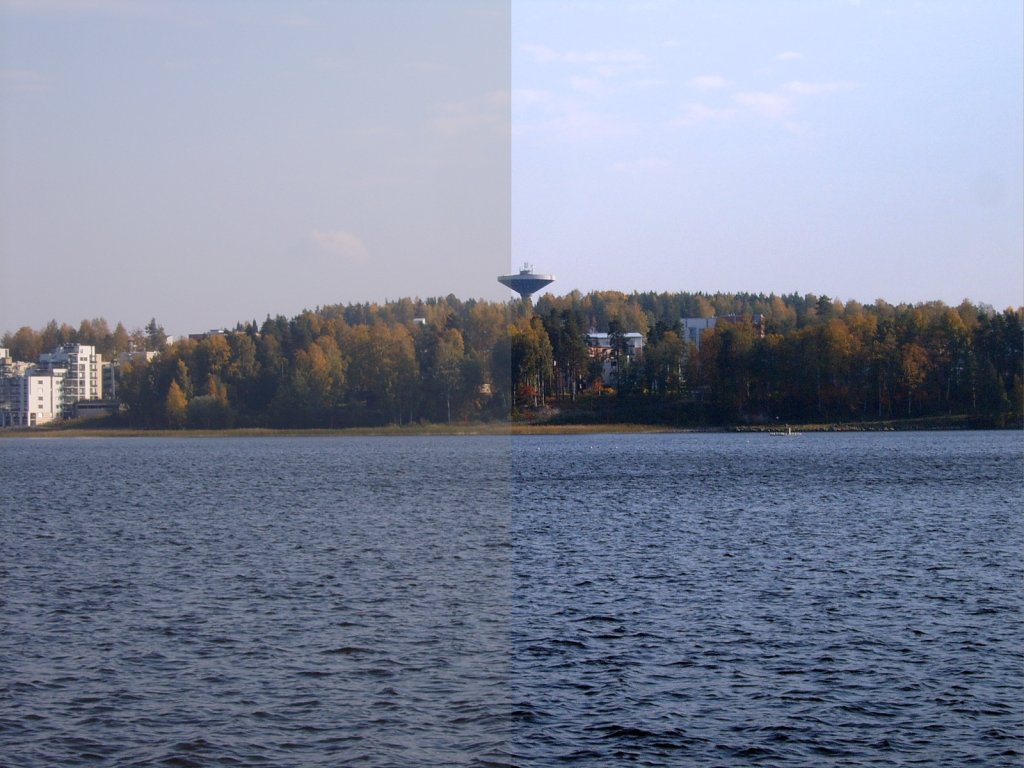
Vänstra sidan av fotot har lägre kontrast än högra sidan.

I samband med synperception är kontrast en stark skillnad i färg eller ljusstyrka som gör ett objekt urskiljbart gentemot andra objekt eller gentemot en bakgrund. Begreppet används även i överförd betydelse om andra sinnesintryck. I andra sammanhang, till exempel litterära framställningar, betyder kontrast en starkt framträdande olikhet som ibland övergår till en motsats.

## Synperception
Vid synperception av fysiska objekt i naturlig miljö bestäms kontrasten av skillnaden i färg och ljusstyrka mellan det aktuella objekt och andra objekt i samma synfält. Eftersom den mänskliga synuppfattningen reagerar mer på kontrast än absolut luminans uppfattas omgivningen och dess utseende som likartad oavsett stora skillnader i belysning vid olika tidpunkter eller på olika platser.
I typografiska sammanhang är kontrasten skillnaden mellan färgen eller svärtan hos de tryckta tecknen eller objekten och bakgrunden som dessa är tryckta på. Detta spelar roll för läsbarhet av tryckt text och vid optisk teckenläsning. Kontrasten påverkas i dessa fall av färgskillnader mellan objektet och bakgrunden, papperstypen, trycksvärtan och rumsbelysningen.
För bildskärmar gäller på motsvarande sätt att kontrasten för ett bildelement är relationen mellan färgens intensitet eller ljusstyrka hos ett område som innehåller bildelementet och intensiteten av ett område som inte innehåller bildelementet. Hos många skärmar beror kontrasten på synvinkeln.

## Mått på kontrast
För specialfallet där reflektiviteten mäts med monokromatiskt ljus kan kontrasten, C, mellan område A och B uttryckas som {\displaystyle C=R_{A}/R_{B}}, där R står för reflektiviteten. Papper har en kontrast som varierar mellan 10:1 och 20:1.